# Argostemma pumilum
Argostemma pumilum är en måreväxtart som beskrevs av John Johannes Joseph Bennett. Argostemma pumilum ingår i släktet Argostemma och familjen måreväxter. Inga underarter finns listade i Catalogue of Life.